# Wagasi

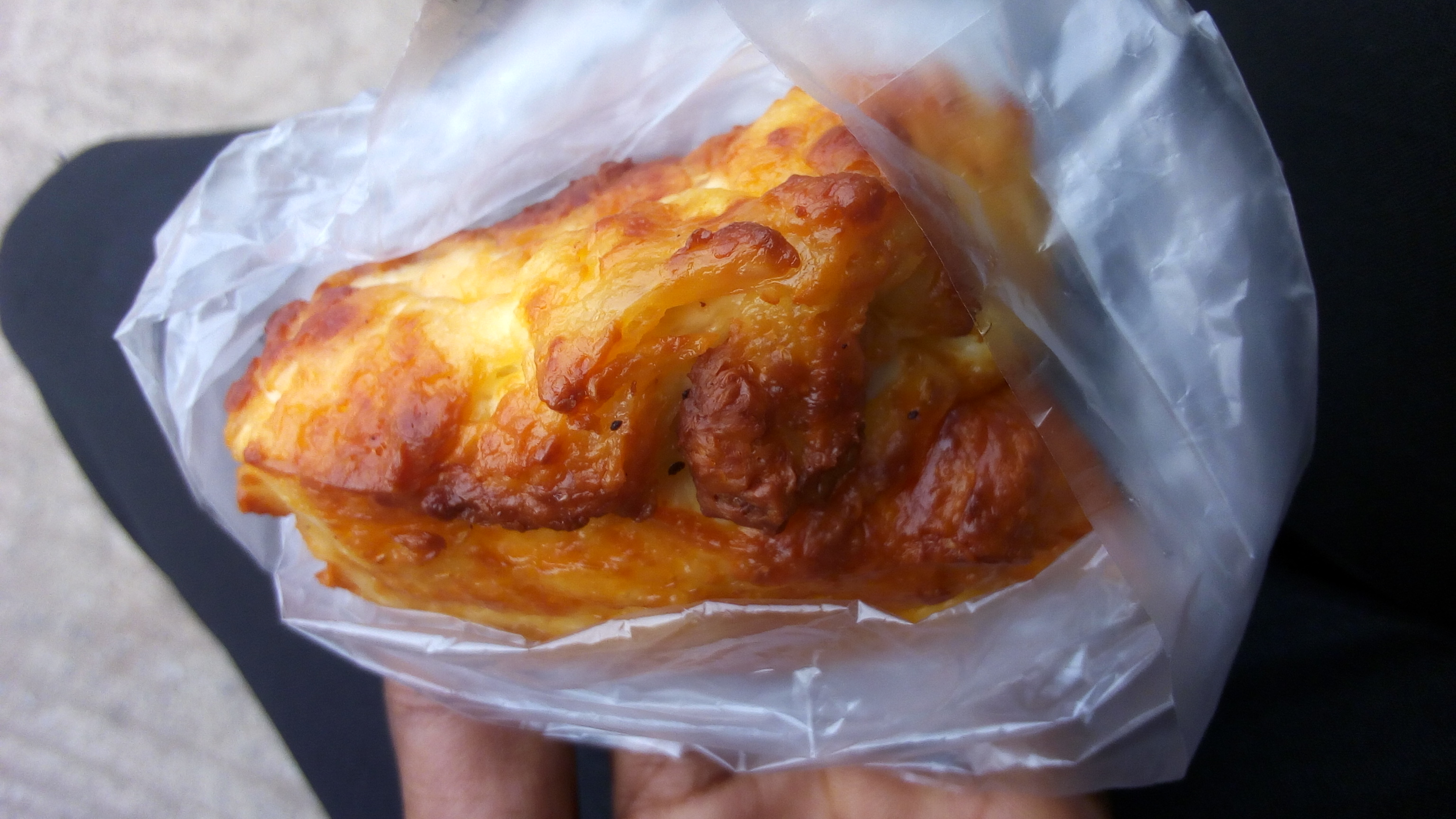
Waagashi

Wagasi encore appelé fromage peul, est un type de fromage d'Afrique de l'Ouest à base de lait de vache. C'est un fromage Peuls, inventé notamment par les peuls du nord du Bénin. Il est vendu en abondance à Parakou, une ville du centre du Bénin. On le trouve également dans tous les pays d'Afrique de l'Ouest, en particulier dans la zone de savane à la latitude de Parakou.
Il est communément appelé wagassi dans les langues Zarma - Songhaï et Dendi, amo en langue Fon, wara en langue nagot et gasaru en langue Bariba. Les français l'appellent aussi fromage. Au Ghana, il est également largement connu sous le nom de wagashi, qui vient très probablement du mot Zarma-Songhai.
Il a une texture relativement douce et une saveur douce et est fréquemment utilisé en cuisine. Comme pour de nombreuses protéines et produits d'origine animale utilisés dans les aliments béninois, le wagasi a tendance à être cuit et servi dans une sauce qui est ensuite consommée avec un amidon, comme les ignames pilées ou la pâte, l'aliment de base de la bouillie de mil ou de maïs.

## Préparation
Le lait de vache est réchauffé. Il est ensuite brassé avec une feuille de "fromagier" Bombax ceiba ou toute autre substance acide. Le lait commence à cailler, après quoi le caillot est retiré puis pressé en meules rondes. Celles-ci sont ensuite trempées dans une cire rouge fabriquée à partir d'une autre feuille pour faciliter la conservation.

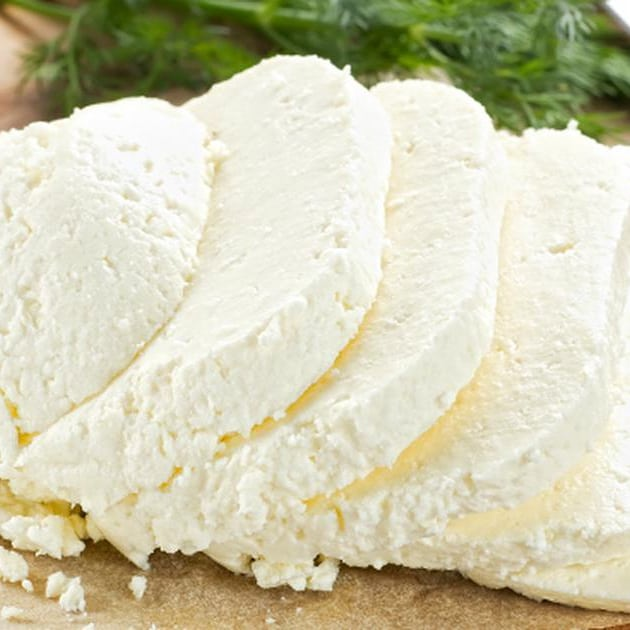
Wagasi

Wagasi peut être préparé de différentes manières telles que la friture ou l'ébullition. Il est généralement servi sous la forme d'un substitut de poisson ou de viande dans les ragoûts. Il peut également être vendu sous forme frite lors d'un voyage accompagné de piment.